# Лидија Исак
Лидија Исак (рум. Lidia Isac, рус. Лидия Исак; Санкт Петербург, 27. март 1993) молдавско-руска је поп певачица и новинарка по образовању.
Са песмом Falling Stars представљала је Молдавију на Песми Евровизије 2016. у Стокхолму и није успела да се пласира у велико финале.

## Биографија
Лидија Исак рођена је у Санкт Петербургу 27. марта 1993. године. Са седам година родитељи су је уписали у основну музичку школу Марија Бјесу у Кишињеву, где је похађала часове клавира. Потом је студирала певање на одсеку за џез певање на Академији за музику, позриште и примењену уметност, а 2015. успешно је дипломирала на Молдавском државном универзитету, на одсеку за журналистику.
Учествовала је на бројним националним и интернационалним музичким фестивалима, а први међународни успех остварила је са свега 13 година на фестивалу Сребрна јантра у Бугарској. На фестивалу Источни базар у руској Јалти 2013. освојила је трећу награду, а већ следеће године учествовала је и у финалу фестивала New Wave у летонској Јурмали. На почетку каријере наступала је као чланица женског бенда Glam Girls, групе са којом је у три наврата учествовала на молдавском националном фестивалу за избор за Песму Евровизије, O Melodie Pentru Europa.
Године 2016. успела је да као соло извођач победи на националном финалу, и самим тим је стекла право да представља Молдавију на Песми Евровизије 2016. у Стокхолму. На националном финалу освојила је 8 бодова од жирија и 12 бодова од публике. Њена песма Falling Stars на којој је радила интернационална група аутора, а коју је европској публици представила у првој полуфиналној вечери Евросонга, одржаној 10. маја није успела да се пласира у велико финале које је одржано 4 дана касније.